# Decentraland
Decentraland — децентрализованная платформа в виртуальной реальности, которая состоит из 90 601 земельного участка. Платформа является метавселенной, в которой пользователи могут создавать, использовать и монетизировать контент. Виртуальная недвижимость и имена пользователей Decentraland представляют собой NFT, которые могут быть куплены в криптовалюте MANA, основанной на блокчейне Ethereum. Приобрести доступные NFT можно либо непосредственно в Decentraland, либо в маркетплейсе OpenSea.
Платформа была открыта для публики в феврале 2020 года. Она находится под надзором некоммерческой организации Decentraland Foundation.

## Криптовалюта
Операции в Decentraland регулируются двумя различными типами токенов. К ним относятся:
- LAND — неиграбельный токен (NFT), используемый для определения права собственности на земельные участки, представляющие собой цифровую недвижимость.
- MANA — криптовалюта, которая облегчает покупку LAND, а также виртуальных товаров и услуг, используемых в Decentraland.

## История
В 2015 году, аргентинцами Ари Мейлихом и Эстебаном Ордано, была создана Decentraland Foundation — организация, которая разработала Decentraland. Изначально, Decentraland представлял собой просто пиксельную сетку, которая выдавала пользователям пиксели во владение с помощью алгоритма доказательства выполнения работы. Позже Decentraland был преобразован в трёхмерную платформу. В октябре 2018 года Decentraland и Animoca Brands осуществили взаимное инвестирование посредством обмена акциями и токенами MANA на сумму 0,5 млн долларов каждая. Инвесторами Decentraland являются Digital Currency Group, Kenetic Capital, FBG Capital, CoinFund и Hashed.
Когда Decentraland впервые был запущен в бета-версии в 2017 году, разработчики продавали виртуальные земельные участки всего за 20 долларов. После возросшей популярности NFT-искусства в 2020—2021 годах самая желанная цифровая недвижимость в Decentraland стала продаваться по цене более 100 тыс. долларов.
В 2020 году компания Samsung добавила поддержку Decentraland в своё приложение Samsung Blockchain Wallet.
В 2021 году Atari вступает в партнёрство с Decentraland. Компания владеет частью земли в метавселенной, отведённой под казино Atari. В том же году, журнал Playboy открывает в Decentraland собственную виртуальную художественную галерею, чтобы отпраздновать свою первую коллекцию NFT. Также в 2020 году The Coca-Cola Company продала на торговой площадке OpenSea уникальные NFT для Decentraland и получила выигрышную ставку в размере около 576 тыс. долларов.
В июне 2021 года лондонский аукционный дом Sotheby’s создал цифровую копию своей штаб-квартиры на Нью-Бонд-стрит в качестве виртуальной галереи в Decentraland для демонстрации цифрового искусства.
18 июня 2021 года базирующаяся в Нью-Йорке компания по инвестициям в цифровую недвижимость Republic Realm заплатила 913 228 долларов за 259 участков Decentraland, которые она планирует превратить в виртуальный торговый район под названием Метадзюку, стилизованный под токийский торговый район Харадзюку.
Четырёхдневный фестиваль Metaverse, проведенный в октябре 2021 года в Decentraland, стал первым музыкальным фестивалем в метавселенной. Он включал в себя выступления таких исполнителей, как Deadmau5, AlunaGeorge, Пэрис Хилтон и Элисон Вандерленд.
В ноябре 2021 года правительство Барбадоса подписало соглашение о приобретении участка земли для посольства в Decentraland. Таким образом, Барбадос стал первым в мире государством с посольством в метавселенной.

## Критика
В марте 2020 года Люк Винки в статье для PC Gamer охарактеризовал игру как «шаткую», отметив многочисленные ошибки и «чрезвычайно долгое время загрузки», а также жёсткие блокировки, связанные с процессом аутентификации в игре на основе криптовалюты. Винки описал платформу как имеющую сильную либертарианскую политическую направленность, также заявив: «Decentraland — действительно захватывающая концепция. Она отслаивается, как луковица, обнажая лихорадочный сон Айн Рэнд, созданный с помощью текстур Roblox».
Активность на платформе неясна: мир в основном пуст, а пик одновременно играющих пользователей максимум в 2021 году достигал около 1600 человек, включая неактивных пользователей, которые оставались в системе. Эрик Рэйвенскрафт из Wired написал, что в Decentraland есть ошибки из-за плохой модерации. Пользователи создавали NFT-аватары с оскорблениями в именах, и в какой-то момент имя «еврей» было продано за 362 000 долларов. Несмотря на то, что сообщество проголосовало за добавление «Гитлера» в список запрещенных имен, для исполнения смарт-контракта децентрализованной автономной организации (ДАО) не хватило голосов. Рэйвенскрафт также сказал, что игра в настоящее время напоминает игру с ранним доступом.
«Рейв» 2022 года в Decentraland, организованный Алексом Моссом, получил резкую критику от Зака Звизена из Kotaku, который раскритиковал почти каждый аспект, показанный в клипе Twitter, назвав его очень скучным и некачественным. Звизен неблагоприятно сравнил «Рейв» с аналогичными виртуальными концертами и вечеринками в AdventureQuest 3D, Fortnite, Roblox и VR Chat, а саму игру — с «выдуманной игрой, которую за несколько часов слепили для эпизода CSI: Whatever City, в котором следователи пытаются раскрыть убийство, связанное с неким „новым“ и „популярным“ онлайн-миром». Событие также получило негативную огласку в журналах Futurism и Vice, причем первый назвал его «вздремнуть-фестом», а второй поставил под сомнение, можно ли его вообще считать рейвом.